# Нижњије Серги
Нижњије Серги (рус. Нижние Серги) град је у Русији у Свердловској области.

## Становништво
| 1939.  | 1959.  | 1970.  | 1979.  | 1989.  | 2002.  | 2010.  |
| ------ | ------ | ------ | ------ | ------ | ------ | ------ |
| 12,985 | 14.188 | 14.457 | 15.540 | 14.938 | 12.567 | 10.336 |